# ناترک‌واران
ناترک‌واران (نام علمی: Sapindoideae) نام یک زیرخانواده از تیره ناترکیان است.